# Giacinto Platania
Giacinto Platania (* 13. Oktober 1612 in Acireale; † 10. Juli 1691 ebenda) war ein italienischer Maler.

## Leben

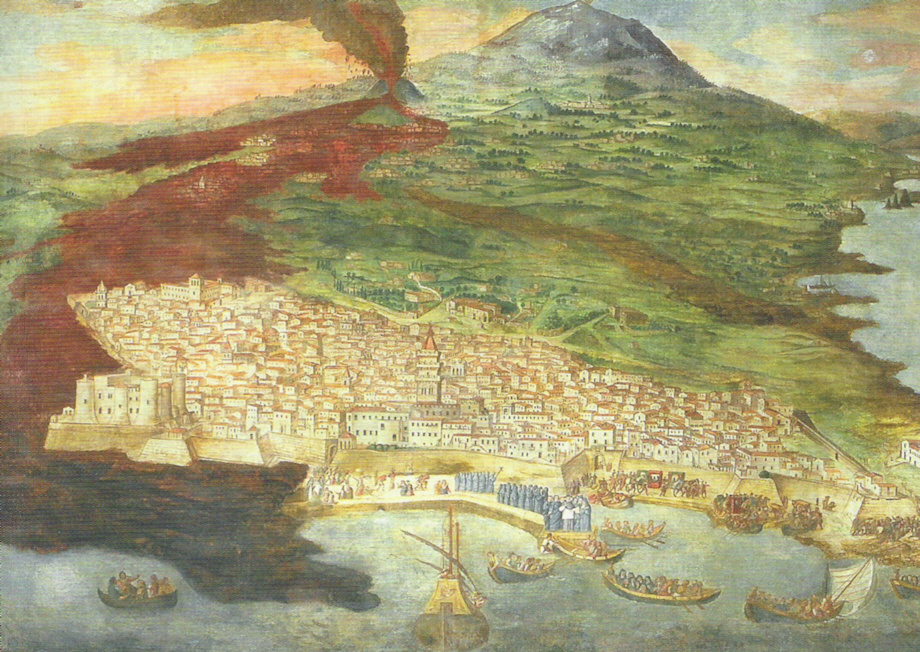
Ausbruch des Ätna 1669, Fresko von Giacinto Platania

Platania kam als Sohn von Antonio und Caterina Leonardi in einer großen bürgerlichen Familie zur Welt.
Einen Teil seiner künstlerischen Ausbildung bekam er von seinem Vater, der Maler war, die schulische Ausbildung bekam er von einem Pater. Platania war Lehrer des Malers Pietro Paolo Vasta.
Platania war eine vielseitige Persönlichkeit, so engagierte er sich in der Politik und versuchte während des verheerenden Vulkanausbruchs des Ätna im Jahre 1699 zusammen mit Diego Pappalardo und Diego Musmeci die Lavamassen durch den Bau von Dämmen umzuleiten, ein Unternehmen, das allerdings misslang.
Platania wurde auf eigenen Wunsch in der Chiesa degli Angeli in Acireale bestattet, in der das Bild Pala del Voto von ihm zu sehen ist.

## Werk
Platania malte Ölbilder und Fresken. Seine Motive sind meist religiöser Art oder betreffen seine Heimat, wobei stets der Ätna im Hintergrund zu sehen ist. Gelegentlich betrieb er auch Fassadenmalerei, indem er Fassaden der Häuser sowie Gassen und Straßen mit Fresken von Heiligen bemalte.
Seine Bilder finden sich in vielen Kirchen im Osten Siziliens, seine Hauptwerke in der Kathedrale von Acireale, in der Chiesa di Gesù sowie in der Pinakothek Zelantea.